# Ichneumon agassizae
Ichneumon agassizae is een vliesvleugelig insect (orde Hymenoptera) uit de familie van de gewone sluipwespen (Ichneumonidae). De wetenschappelijke naam van de soort werd in 2016 gepubliceerd door Rebecca Kittel als nomen novum voor Ichneumon pictus Cuvier, 1833, een naam die in 1790 door Johann Friedrich Gmelin al was vergeven aan een andere sluipwesp uit hetzelfde geslacht. De soort is vernoemd naar Elizabeth Cary Agassiz, een Amerikaans natuurhistorica (1822–1907).